# Adrián Aldrete
Adrián Alexei Aldrete Rodríguez (Guadalajara, 14 juni 1988) is een Mexicaans voetballer die doorgaans speelt als linksback. In juli 2024 verliet hij UNAM Pumas. Aldrete maakte in 2007 zijn debuut in het Mexicaans voetbalelftal .

## Clubcarrière
Aldrete begon zijn carrière bij Monarcas Morelia, waar hij verhuurd werd aan Dorados de Sinaloa, om 'ervaring op te doen'. Na zijn terugkeer bij Morelia debuteerde hij op 5 augustus 2006, tijdens een 0-2-nederlaag tegen CF Atlante, waarin hij de volle negentig minuten speelde. In 2012 verkaste de vleugelverdediger na bijna tweehonderd competitiewedstrijden gespeeld te hebben voor Morelia, naar Club América. In 2013 werd Aldrete landskampioen met América. In de zomer van 2014 maakte Aldrete de overstap naar Santos Laguna, waarvoor hij op 20 juli tegen Veracruz zijn debuut maakte. In de Clausura van het seizoen 2014/15 speelde hij 15 van de 17 wedstrijden. Aldrete maakte één doelpunt: op 10 april 2015 maakte hij namens Santos Laguna tegen Jaguares de Chiapas het vierde doelpunt, met een 4–3 zege als eindstand. Het was zijn eerste competitiedoelpunt in ruim vier jaar tijd. Santos Laguna bereikte de play-offs (Liguilla) van de Clausura; Aldrete speelde in alle zes wedstrijden, waaronder de twee van de finale. Op 31 mei 2015 werd het landskampioenschap gewonnen door over twee wedstrijden Querétaro met 8–0 te verslaan. In de zomer van 2016 verkaste Aldrete naar Cruz Azul, waar hij zijn handtekening zette onder een verbintenis voor de duur van vier seizoenen. Medio 2022 werd UNAM Pumas de nieuwe club van Aldrete.

## Interlandcarrière
Aldrete debuteerde op 22 augustus 2007 in het Mexicaans voetbalelftal . Op die dag werd met 1–0 verloren van Colombia. De verdediger mocht van bondscoach Hugo Sánchez in de basis beginnen en het gehele duel meespelen. In 2013 was hij basisspeler voor Mexico op de CONCACAF Gold Cup 2013, waarin in de halve finale van Panama werd verloren. Twee jaar later maakte Aldrete deel uit van de Mexicaanse selectie voor de Copa América 2015 en speelde hij mee in twee groepswedstrijden, die beide eindigden in een gelijkspel.
| Interlands van Adrián Aldrete voor Mexico | Interlands van Adrián Aldrete voor Mexico | Interlands van Adrián Aldrete voor Mexico | Interlands van Adrián Aldrete voor Mexico | Interlands van Adrián Aldrete voor Mexico | Interlands van Adrián Aldrete voor Mexico | Interlands van Adrián Aldrete voor Mexico |
| №                                         | Datum                                     | Wedstrijd                                 | Uitslag                                   | Competitie                                | Goals                                     |                                           |
| Als speler bij Monarcas Morelia           | Als speler bij Monarcas Morelia           | Als speler bij Monarcas Morelia           | Als speler bij Monarcas Morelia           | Als speler bij Monarcas Morelia           | Als speler bij Monarcas Morelia           | Als speler bij Monarcas Morelia           |
| ----------------------------------------- | ----------------------------------------- | ----------------------------------------- | ----------------------------------------- | ----------------------------------------- | ----------------------------------------- | ----------------------------------------- |
| 1                                         | 22 augustus 2007                          | Mexico – Colombia                         | 0 – 1                                     | Vriendschappelijk                         |                                           |                                           |
| 2                                         | 16 april 2008                             | Mexico – China                            | 1 – 0                                     | Vriendschappelijk                         |                                           |                                           |
| 3                                         | 4 juni 2008                               | Mexico – Argentinië                       | 1 – 4                                     | Vriendschappelijk                         |                                           |                                           |
| 4                                         | 8 juni 2008                               | Mexico – Peru                             | 4 – 0                                     | Vriendschappelijk                         |                                           |                                           |
| 5                                         | 24 maart 2010                             | Mexico – IJsland                          | 0 – 0                                     | Vriendschappelijk                         |                                           |                                           |
| 6                                         | 10 mei 2010                               | Mexico – Senegal                          | 1 – 0                                     | Vriendschappelijk                         |                                           |                                           |
| 7                                         | 13 mei 2010                               | Mexico – Angola                           | 1 – 0                                     | Vriendschappelijk                         |                                           |                                           |
| 8                                         | 4 september 2011                          | Mexico – Chili                            | 1 – 0                                     | Vriendschappelijk                         |                                           |                                           |
| Als speler bij Club América               |                                           |                                           |                                           |                                           |                                           |                                           |
| 9                                         | 16 oktober 2012                           | Mexico – El Salvador                      | 2 – 0                                     | WK 2014 kwalificatie                      |                                           |                                           |
| 10                                        | 7 juli 2013                               | Mexico – Panama                           | 1 – 2                                     | Gold Cup 2013                             |                                           |                                           |
| 11                                        | 11 juli 2013                              | Mexico – Canada                           | 2 – 0                                     | Gold Cup 2013                             |                                           |                                           |
| 12                                        | 14 juli 2013                              | Martinique – Mexico                       | 1 – 3                                     | Gold Cup 2013                             |                                           |                                           |
| 13                                        | 20 juli 2013                              | Mexico – Trinidad en Tobago               | 1 – 0                                     | Gold Cup 2013                             |                                           |                                           |
| 14                                        | 24 juli 2013                              | Panama – Mexico                           | 2 – 1                                     | Gold Cup 2013                             |                                           |                                           |
| Als speler bij Santos Laguna              |                                           |                                           |                                           |                                           |                                           |                                           |
| 15                                        | 12 november 2014                          | Nederland – Mexico                        | 2 – 3                                     | Vriendschappelijk                         |                                           |                                           |
| 16                                        | 31 maart 2015                             | Mexico – Paraguay                         | 1 – 0                                     | Vriendschappelijk                         |                                           |                                           |
| 17                                        | 7 juni 2015                               | Brazilië – Mexico                         | 2 – 0                                     | Vriendschappelijk                         |                                           |                                           |
| 18                                        | 12 juni 2015                              | Mexico – Bolivia                          | 0 – 0                                     | Copa América 2015                         |                                           |                                           |
| 19                                        | 15 juni 2015                              | Chili – Mexico                            | 3 – 3                                     | Copa América 2015                         |                                           |                                           |
| Als speler bij Cruz Azul                  |                                           |                                           |                                           |                                           |                                           |                                           |
| 20                                        | 11 oktober 2016                           | Panama – Mexico                           | 0 – 1                                     | Vriendschappelijk                         |                                           |                                           |

Bijgewerkt op 12 juli 2024.